# Lite-On
Lite-On (також відома як LiteOn і LiteON) — тайванська компанія, яка в основному виробляє побутову електроніку, включаючи світлодіоди, напівпровідники, монітори, материнські плати, оптичні дисководи та інші електронні компоненти. До групи Lite-On також входять деякі неелектронні компанії, такі як фінансовий підрозділ та культурна компанія.

## Історія
Компанія Lite-On була заснована в 1975 році кількома колишніми співробітниками тайванської компанії Texas Instruments. Початковим напрямком діяльності була оптична продукція (світлодіоди). Потім вони переорієнтувалися на комп'ютерні блоки живлення, заснувавши відділ перетворення енергії. Незабаром з'явилися й інші підрозділи.
У 1983 році Lite-On Electronics здійснила первинне публічне розміщення акцій, ставши першою технологічною компанією, зареєстрованою на Тайванській фондовій біржі з біржовим кодом 2301. У 2003 році Lite-ON призначає Dragon Group своїм єдиним дистриб'ютором в Індонезії. У 2006 році IT-корпорація Lite-On придбала бізнес з виробництва оптичних дисководів корпорації BenQ, щоб стати одним з 3 найбільших виробників ODD у світі.
У березні 2007 року Lite-On IT Corporation створила спільне підприємство з Koninklijke Philips Electronics N.V. для виробництва оптичних дисководів під назвою Philips & Lite-On Digital Solutions Corporation (PLDS).
У березні 2007 року Lite-On IT Corporation сформувала спільне підприємство з для їхнього відділу оптичних дисков під назвою Philips & Lite-On Digital Solutions Corporation (PLDS).
30 серпня 2019 року компанія Kioxia (раніше Toshiba Memory) оголосила, що підписала остаточну угоду про придбання бізнесу твердотільних накопичувачів Lite-On за 165 мільйонів доларів США. Угода була закрита в 2020 році
Kioxia (раніше Toshiba Memory) оголосила 30 серпня 2019 року, що підписала остаточну угоду про придбання бізнесу Lite-On за US$165 million. Транзакція була закрита в 2020 році.